# XLIFF
XLIFF (англ. XML Localization Interchange File Format) — расширяемый платформенно-независимый стандарт обмена локализуемыми данными и сопутствующей информацией, основанный на языке разметки XML.
В настоящее время распространены версии формата 1.1 и 1.2, версия — 1.2 — была принята OASIS 11 февраля 2008 года.
Последняя версия — 2.0 — была принята OASIS 6 августа 2014 года.

## Использование
К моменту принятия стандарта каждая спонсирующая компания использовала свои собственные форматы, например Microsoft - форматы .resx и .resw.
Данный стандарт не рекомендуется для использования ни одной крупной компании по умолчанию.

Пример документа XLIFF 1.2:
```
<?xml version="1.0"?>
<xliff version="1.2" xmlns="urn:oasis:names:tc:xliff:document:1.2">
    <file source-language="en" target-language="ru" datatype="plaintext" original="file.ext">
        <body>
            <trans-unit id="error_account_is_locked">
                <source>Account is locked</source>
                <target>Учетная запись заблокирована</target>
            </trans-unit>
        </body>
    </file>
</xliff>
```

### Редакторы
| Название                     | Операционная система       | Бесплатно               | Описание |
| ---------------------------- | -------------------------- | ----------------------- | --- |
| CafeTran Espresso            | Windows, macOS, Linux      | Ограничение по размерам | |
| MateCat                      | Web                        | Да                      | MateCat поддерживает файлы XLIFF как формат ввода и вывода. Файлы SDLXLIFF поддерживаются в качестве входных файлов |
| memoQ                        | Windows                    | Нет                     | Использует MQXLIFF для обеспечения совместимости и поддерживает несколько вариантов XLIFF                           |
| Memsource                    | Web, Windows, macOS, Linux | Ограничение до 2 файлов | MXLIFF - это собственный формат                                                                                     |
| OmegaT (with Benten)         | Windows, macOS, Linux      | Да                      | Кросс-платформенный и с открытым исходным кодом CAT-инструмент                                                      |
| Pootle                       | Web                        | Да                      | Веб-платформа локализации                                                                                           |
| SDL Trados Studio            | Windows                    | Нет                     | SDLXLIFF - это собственный формат                                                                                   |
| SmartCAT                     | Web                        | Да                      | Облачная среда перевода                                                                                             |
| Swordfish Translation Editor | Windows, macOS, Linux      | Нет                     | Кросс-платформенный CAT-инструмент на основе XLIFF                                                                  |
| Transifex                    | Web                        | Нет                     | |
| Transit NXT                  | Windows                    | Нет                     | |
| Virtaal                      | Windows, macOS, Linux      | Да                      | Инструмент CAT с открытым исходным кодом                                                                            |
| Weblate                      | Web                        | Да                      | Инструмент веб-перевода                                                                                             |
| Wordfast                     | Windows, macOS             | Нет                     | |